# Карлош Жозе Кастильо
Вижте пояснителната страница за други личности с името Карлош.
Карлош Жозе Кастильо (на португалски: Carlos José Castilho, произнася се по-близко до Карлуш Жузѐ Кастильо) (1927-1987) е бразилски футболист и национал, вратар, и треньор на отбори в Бразилия и Саудитска Арабия.
Роден е в Рио де Жанейро на 27 ноември 1927 г. Играе първоначално в Олария, после е футболист на Флуминензе от 1947 до 1964 г. Допуска 777 гола в 696 мача за Флуминензе, а в 255 мача за отбора успява да опази вратата си „суха“.
Има 25 мача за „селесао“. Участник на четири Световни първенства по футбол: СП '50, СП '54, СП '58 и СП '62. Като треньор на Сантош извежда отбора до титла в Кампеонато Паулища през 1984 г.
Самоубива се на 2 февруари 1987 г. в Рио да Жанейро.